# Diocesi di Surigao
La diocesi di Surigao (in latino: Dioecesis Surigensis) è una sede della Chiesa cattolica nelle Filippine suffraganea dell'arcidiocesi di Cagayan de Oro. Nel 2022 contava 505.000 battezzati su 601.000 abitanti. È retta dal vescovo Antonieto Dumagan Cabajog.

## Territorio
La diocesi comprende la provincia filippina di Surigao del Norte sull'isola di Mindanao.
Sede vescovile è la città di Surigao, dove si trova la cattedrale di San Nicola da Tolentino.
Il territorio si estende su 3.739 km² ed è suddiviso in 34 parrocchie.

## Storia
La diocesi è stata eretta il 3 giugno 1939 con la bolla Quo dominici gregis di papa Pio XII, ricavandone il territorio dalla diocesi di Cagayan de Oro (oggi arcidiocesi).
Originariamente suffraganea dell'arcidiocesi di Cebu, il 29 giugno 1951 è entrata a far parte della provincia ecclesiastica dell'arcidiocesi di Cagayan de Oro.
Il 20 marzo 1967 e il 9 dicembre 1978 ha ceduto porzioni del suo territorio a vantaggio dell'erezione rispettivamente della diocesi di Butuan e della diocesi di Tandag.

## Cronotassi dei vescovi
Si omettono i periodi di sede vacante non superiori ai 2 anni o non storicamente accertati.
- Johannes Christianus Vrakking, M.S.C. † (25 maggio 1940 - 12 dicembre 1953 dimesso[1])
- Charles Van den Ouwelant, M.S.C. † (23 marzo 1955 - 10 gennaio 1973 dimesso)
- Miguel Clarete Cinches, S.V.D. † (10 gennaio 1973 - 21 aprile 2001 dimesso)
- Antonieto Dumagan Cabajog, dal 21 aprile 2001

## Statistiche
La diocesi nel 2022 su una popolazione di 601.000 persone contava 505.000 battezzati, corrispondenti all'84,0% del totale.
| anno | popolazione | popolazione | popolazione | presbiteri | presbiteri | presbiteri | presbiteri                | diaconi | religiosi | religiosi | parrocchie |
| anno | battezzati  | totale      | %           | numero     | secolari   | regolari   | battezzati per presbitero | diaconi | uomini    | donne     | parrocchie |
| ---- | ----------- | ----------- | ----------- | ---------- | ---------- | ---------- | ------------------------- | ------- | --------- | --------- | ---------- |
| 1950 | 340.000     | 391.400     | 86,9        | 53         | 3          | 50         | 6.415                     |         | 50        | 25        | 29         |
| 1970 | 392.000     | 462.554     | 84,7        | 42         | 13         | 29         | 9.333                     |         | 30        | 29        | 30         |
| 1980 | 293.540     | 378.370     | 77,6        | 24         | 3          | 21         | 12.230                    |         | 31        | 12        | 30         |
| 1990 | 363.000     | 443.616     | 81,8        | 37         | 12         | 25         | 9.810                     |         | 40        | 47        | 35         |
| 1999 | 412.860     | 515.608     | 80,1        | 64         | 31         | 33         | 6.450                     |         | 33        | 39        | 30         |
| 2000 | 421.480     | 524.920     | 80,3        | 69         | 34         | 35         | 6.108                     |         | 35        | 37        | 30         |
| 2001 | 482.160     | 597.000     | 80,8        | 63         | 33         | 30         | 7.653                     |         | 30        | 39        | 30         |
| 2002 | 409.203     | 481.416     | 85,0        | 47         | 23         | 24         | 8.706                     |         | 24        | 33        | 28         |
| 2003 | 409.203     | 481.416     | 85,0        | 43         | 21         | 22         | 9.516                     |         | 22        | 33        | 28         |
| 2004 | 414.608     | 529.666     | 78,3        | 44         | 22         | 22         | 9.422                     |         | 22        | 28        | 31         |
| 2010 | 564.000     | 601.000     | 93,8        | 56         | 33         | 23         | 10.071                    |         | 23        | 31        | 29         |
| 2014 | 607.000     | 647.000     | 93,8        | 54         | 32         | 22         | 11.240                    |         | 22        | 34        | 32         |
| 2017 | 416.254     | 511.171     | 81,4        | 50         | 32         | 18         | 8.325                     |         | 20        | 36        | 32         |
| 2020 | 454.380     | 548.200     | 82,9        | 60         | 41         | 19         | 7.573                     |         | 20        | 34        | 32         |
| 2022 | 505.000     | 601.000     | 84,0        | 61         | 44         | 17         | 8.278                     |         | 17        | 31        | 34         |